# Адурбад Махраспандан
Адурба́д Махраспанда́н (Адурба́д, сын Махраспа́нда, пехл. Ādurbād ī Mahraspandān, Азербе́д Мареспенда́н перс. آذربد مارسپندان‎ [ɒzær’bæde mɒræspæn’dɒn], предположительно 290—371 гг.) — мобедан мобед Сасанидского Ирана, выдающийся зороастрийский священник и учитель веры, отстоявший вероучение перед лицом еретиков и составивший основную редакцию сборника священных текстов Авесты, за что получил прозвание Украшатель веры (пехл. ārāstār ī dēn).

## Происхождение
Согласно Бундахишну, Адурбад был потомком Дурасроба, сына Манушчихра в 21-м поколении: Адурбад, сын Махраспанада, сына Дад-Ардая, сына Дад-эрахта, сына Худена, сына Адурдада, сына Манушчихра, сына Вохуман-чихра, сына Фрьяна, сына Баяга, сына Фредона, сына Фрашоштара, сына Пурушаспа, сына Ниваспа, сына Нивара, сына Вахша, сына Вахидрова, сына Фрашта, сына Гага, сына Вахша, сына Фрьяна, сына Разана, сына Дурасроба, сына Манушчихра. Денкард сообщает, что родился он в селении Куран (Kurān deh, kwlʾn MTʾ) в Парсе. Его имя Адурбад (авест. ātərəpāta-) означает «защищённый огнём» и было довольно распространённым в иранском мире, в частности, человек по имени Атерепата упоминается в Фарвардин-яште (Yt. 13:102), это же имя носил Атропат (др.-греч. Aτρoπάτης) — основатель Атропатены Мидийской и эпоним Азербайджана.

## Религиозная деятельность
Деятельность Адурбада Махраспандана традиция относит ко времени царствования Шапура II (Шапура, сына Ормазда, 309—379 гг.), известного активным покровительством зороастрийской религии. Согласно предположениям Веста, Адурбад был возведён в чин мобедан мобеда (главы зороастрийских священников) Сасанидской империи ок. 320 г.
Согласно 4-й книге Денкарда, Шапур устроил религиозный диспут между представителями разных конфессий и религиозных течений, который Адурбад с честью выдержал, разъяснив иноверцам и еретикам авестийские наски, и показал превосходство зороастрийской веры над всеми остальными, пройдя огненную ордалию (пехл. war). На грудь Адурбаду был вылит расплавленный металл, который не причинивший ему никакого вреда, что показало чистоту его сердца. Тем самым он укрепил веру и обратил в зороастризм множество иноверцев.
Поскольку Адурбад Махраспандан также часто упоминается в связи с составлением канона Сасанидской Авесты и в самом тексте перевода её на среднеперсидский язык (Зенда), предполагается, что диспуты и ордалии были связаны, помимо укрепления зороастризма в стране и борьбы с еретиками, также и с его канонизаторской деятельностью по упорядочиванию авестийского текстового наследия по 21 наскам и переводу его на бытовавший тогда язык.
Помимо этого Адурбаду приписывается составление Хорде Авесты — сборника повседневных молитв и дополнение его частями на среднеперсидском языке. В частности, он составил Патит (молитву покаяния), называемую «Патит Адурбада Махраспандана», Нам-Сетаеш, Сетаеш-е хафт Амахрспандан.

## Наставления
Адурбаду Махраспанду приписываются многочисленные наставления (андарзы, пехл. andarz):
- Десять благих наставлений из книги Денкард (DK 3.199), противопоставленные десяти «злым» наставлениям Мани
- Наставления из 6-й книги Денкарда, широко распространившиеся в дальнейшем в арабских переводах. Эти же советы приводит Газали в своём «Наставлении правителям», но без упоминания Адурбада.
- Наставление сыну Зардушту, включающее своеобразный «месяцеслов» — наставления на каждый день зороастрийского календаря.
- Наставление на смертном одре.
- Ответы ученику в Пехлевийских риваятах.

## Потомки
Своего долгожданного сына Адурбад назвал Зардуштом в честь пророка Заратуштры. Зардушт Адурбадан продолжил религиозную деятельность отца по проповеди зороастризма и наследовал титул мобедан мобеда. Своего сына он назвал в честь отца — Адурбадом (Адурбад Зардуштан), который также был главой зороастрийских священников Ирана. Род автора значительной части Денкарда Адур-Фарнбага Фаррухзадана (X в.) также возводится к Адурбаду Махраспанду.